# Kosmos 59
Kosmos 59 – radziecki satelita rozpoznawczy. Piąty statek typu Zenit-4 należącego do programu Zenit, którego konstrukcja została oparta na załogowych kapsułach Wostok. Statek przenosił testowo śluzę powietrzną dla załogowych statków Woschod.
Kapsuła ze śluzą wylądowała o 12:09, 170 km od miasta Kustanaj, 50 km na północ od planowanego miejsca. Test pokazał, że śluza jest bezpieczna, rotacja statku akceptowalna. Pomyślna próba umożliwiła start załogowego Woschoda 2 18 marca 1965.